# Franciszek Czudek
Franciszek Czudek (ur. 1 lutego 1942 w Pogórzu koło Skoczowa, zm. 1 marca 2018 w Mikołajkach) – polski duchowny luterański, działacz społeczny i ekumeniczny.

## Życiorys
Był synem Józefa i Pauliny z domu Hausoter. W młodości pracował w górnictwie węglowym na Górnym Śląsku. W 1986 osiadł w Warszawie i podjął pracę w charakterze administratora nieruchomości w parafii św. Trójcy przy Placu Małachowskiego. Następnie w 1990 ukończył studia na Wydziale Teologicznym Chrześcijańskiej Akademii Teologicznej w Warszawie i 15 lipca 1990 został ordynowany na duchownego przez bp. Janusza Narzyńskiego. W latach 1990–1995 był wikariuszem, a w latach 1995–2007 proboszczem parafii ewangelickiej w Mikołajkach. W czasach jego pracy w parafii w Mikołajkach powstał m.in. parafialny Dom Gościnny i Ewangelicki Dom Opieki „Arka", a także przeprowadzono remont generalny kościoła Świętej Trójcy. Ks. Czudek doprowadził także do powstania Domu Opieki „Betezda" w Ukcie, powołania Środowiskowych Domów Samopomocy w Ukcie i Mikołajkach oraz powstania nowej siedziby Muzeum Reformacji Polskiej w Mikołajkach. Na emeryturę przeszedł w 2007.
Był laureatem między innymi Nagrody im. Św. Brata Alberta za działalność charytatywną i ekumeniczną, Nagrody Amino Homini przyznanej mu w 2008 przez wojewodę warmińsko-mazurskiego za działalność społeczną, a także, wraz z żoną Janiną, laureatem Nagrody Optimus Hominum w 2000 za działalność humanitarną. W 2005 został wyróżniony tytułem Honorowego Obywatela Miasta Mikołajki. Został odznaczony przez Kapitułę Stowarzyszenia Przyjaciół Integracji i Fundacji Polska bez barier – Medalem „Przyjaciel Integracji”, a w 2011 odznaczony przez prezydenta Bronisława Komorowskiego Złotym Krzyżem Zasługi.
Zmarł 1 marca 2018. Został pochowany 5 marca 2018 na cmentarzu w Mikołajkach.